# Lasiognathus
Lasiognathus es un género de peces lofiformes de la familia Thaumatichthyidae que se caracterizan por su carnada luminosa suspendida sobre su cabeza. Tienen una espina articulada (algunas especies tienen dos) en la zona dorsal. Los bordes de la parte superior de la boca aparecen doblados hacia arriba.

## Especies
El género Lasiognathus está conformado por las siguientes especies:
- Lasiognathus amphirhamphus Pietsch, 2005
- Lasiognathus beebei Regan & Trewavas, 1932
- Lasiognathus dinema Pietsch & Sutton, 2015
- Lasiognathus intermedius Bertelsen & Pietsch, 1996
- Lasiognathus saccostoma Regan, 1925
- Lasiognathus waltoni Nolan & Rosenblatt, 1975